# سوسن علي
سوسن علي، ممثلة سورية.

## من أعمالها
- سحر الشرق
- خان الحرير
- سيرة آل الجلالي (مسلسل)
- يوميات فهمان
- الناصر صلاح الدين
- بيت العيلة

## وصلات خارجية
- سوسن علي على موقع قاعدة بيانات الأفلام العربية